# Barbarella (fumetto)
Barbarella è un personaggio dei fumetti femminile protagonista dell'omonimo fumetto di fantascienza ideato dal francese Jean-Claude Forest, pubblicato per la prima volta nel 1962 sulla rivista V-Magazine, in cui è presente una sottile vena di erotismo per la personalità disinibita della protagonista, i cui lineamenti ricordano quelli dell'attrice Brigitte Bardot. Il personaggio raggiunse presto il successo sia per i contenuti che per il disegno, vivace e curato, che proponeva un'eroina spaziale al centro di avventure al limite della morale dell'epoca.

## Storia editoriale
In Francia, il mensile V-Magazine pubblicò la prima puntata il 2 Aprile 1962. La serie è stata in seguito raccolta in un volume edito da Eric Losfeld.
In Italia venne pubblicato per la prima volta nell'Ottobre del 1967 sulla rivista linus.
- linus dal n. 31 al n. 36 (1967/68)[5][6]
- Ali Baba Speciale (n. 3 - riservato agli abbonati dei supplementi linus - 1968)[6][7]
- Speciale Barbarella (1970)[6]
- Barbarella (1975 - Milano Libri)[6]
- linus dal n. 151 al n. 157 (1977/78)[6]
- Barbarella - L’altra luna (1979 - Milano Libri).[6]

Il successo del personaggio diede inizio al genere cosiddetto "fantaerotico" con il proliferare di imitazioni e epigoni in tutto il mondo che professavano l'emancipazione femminile e la liberazione sessuale. Tra le varie eroine si ricordano Saga de Xam, Phoebe Zeit-Geist, Scarlett Dream, Scarth A.D. 2195 e l'italiana Alika.

### Remake
In occasione del suo 55º anniversario, la Dynamite Entertainment in un comunicato stampa ha annunciato che verrà realizzata una nuova serie di fumetti con protagonista Barbarella sotto la supervisione di Jean-Marc Lofficier, che già lavorò con Jean-Claude Forest nella metà degli anni novanta a un progetto di sequel a fumetti di Barbarella rimasto incompiuto. La figlia dell'autore, Julien Forest, ha dichiarato che segnerà un rilancio "multimediale" del personaggio di Barbarella.

## Biografia del personaggio
Il nome venne scelto dall'autore pensando "a una ragazza un po’ selvaggia, e quindi barbara, ma al tempo stesso gentile, da qui la scelta del diminutivo, quasi un vezzeggiativo". Selvaggia ma anche molto sensuale, Barbarella è una ragazza curiosa e intraprendente del pianeta Lythion nell’anno 40.000 D.C. dove affronta, sempre con successo, criminali e mostri di ogni razza, riuscendo finanche a liberare pianeti oppressi dalle dittature.
Barbarella fu precursore di una tendenza del mondo del fumetto del periodo nel quale i personaggi femminili - soprattutto italiani, come Valentina, Isabella, Satanik e altre - non erano più eterne fidanzate, ma protagoniste. Forest del suo personaggio disse che "è una donna finalmente libera, padrona delle sue azioni e del suo corpo". Nel corso delle sue avventure amoreggerà anche con un robot ("I miei slanci hanno qualcosa di meccanico"), ma senza nulla di torbido o di proibito come altre eroine di quel periodo.

## Altri media

### Cinema
Ispirato al personaggio, nel 1967 è stato realizzato un film di fantascienza di produzione italo-francese intitolato Barbarella, diretto da Roger Vadim con Jane Fonda nel ruolo principale e con Ugo Tognazzi, Véronique Vendell, Anita Pallenberg e Giancarlo Cobelli.
Nonostante Barbarella nascesse con le fattezze della Bardot, quando il regista riuscì a girare la pellicola era sposato con Jane Fonda, alla quale darà la parte della protagonista. Nel film la rappresentazione del mondo fantastico in cui si muove Barbarella non riesce a raggiungere i livelli presenti nel fumetto e fu un insuccesso sia di pubblico che di critica. Per essere riuscito però a descrivere lo spirito del tempo e i cambiamenti in atto nella società degli anni sessanta, è oggi ritenuto un cult movie.

### Televisione
Nel 2014 venne data la notizia che Amazon Studios era intenzionata a realizzare una Serie TV ispirata al personaggio di Barbarella prodotta per la casa francese Gaumont Television International. Amazon Studios aveva incominciato a sviluppare il pilot della cui sceneggiatura si erano occupati Neal Purvis e Robert Wade e sarebbe stata prodotta da Nicolas Winding Refn che si sarebbe dovuto occupare anche della regia, affiancato da Martha De Laurentiis alla produzione. Il progetto non si è concretizzato come comunicato da Refn nel 2016.